# Arnold Rimmer
Arnold Jidáš Rimmer, BDP. SDP. (v originále Arnold Judas Rimmer, BSc. SSc.) je fiktivní postava seriálu Červený trpaslík, kterou ztvárnil britský herec Chris Barrie.

## Charakteristika postavy
Postava je lehce identifikovatelná díky velkému tiskacímu písmenu H na čele, které označuje, že je pouze hologramem. Rimmer v seriálu představuje nevyrovnaného, neurotického, hnidopišského, puntičkářského, zahořklého a osamělého jedince. Je zřejmě nejméně oblíbeným členem posádky lodi Červený trpaslík. Zoufale touží po povýšení, avšak neustále propadá u astronavigačních zkoušek, díky kterým by se mohl stát důstojníkem.

## Životopis postavy
Arnold Rimmer se narodil na Jupiterově měsíci Io jako nejmladší ze 4 bratrů. Jeho tři bratři Frank, Howard a John byli kapitáni kosmických lodí nebo zkušební piloti.
Před svou smrtí byl druhým technikem na vesmírné lodi Červený trpaslík. Jeho nedbalost při opravě tepelného štítu ale způsobila, že při následném výbuchu celá posádka zahynula v důsledku ozáření. Přežil pouze třetí technik David Lister, Rimmerův spolubydlící a současně jediný člen posádky, kterému byl Rimmer nadřízený. Než ale mohl být Lister propuštěn ze stázové komory, kde pro něj neplynul čas, musel palubní počítač Holly vyčkat, než se sníží úroveň radiace, což trvalo 3 miliony let. Jelikož byl nyní Lister poslední žijící člověk a navíc uvězněný hluboko ve vesmíru, musel Holly zajistit, aby se udržel při zdravém rozumu. Za tímto účelem se rozhodl z celé posádky „oživit“ jako hologram právě Rimmera, přestože se s Listerem vyloženě nesnášeli.
Rimmer se zpočátku snažil přimět Listera k poslušnosti a dodržování subordinace, ale nedisciplinovaný povaleč Lister tyto snahy zcela ignoroval. Listera tedy z celého srdce nenáviděl. Usmířil se s ním jen na pár hodin, kdy Lister s Rimmerem ztroskotal a obětavě hodil svoji milovanou kytaru do ohně, aby nevyhasl. Rimmer byl velice dojat, protože věděl, že Lister miloval svoji kytaru stejně tak jako on svoji truhlu od otce z javánského kafrového dřeva. Na výraz přátelství nařídil Listerovi spálit jeho cenné vojáčky z Napoleonovy armády. Přátelství ovšem trvalo jen do té doby, než Rimmer zjistil, že v ohni nehoří Listerova kytara, ale její kopie vyřezaná ze zadní části truhly z javánského kafrového dřeva. Posléze se tedy Rimmer musel spokojit s tím, že bude pouze rovnocenným členem posádky, kterou kromě něj a Listera tvořil android Kryton a Kocour, humanoidní bytost, která se za 3 miliony let vyvinula z Listerovy březí kočky, jež také přežila výbuch na lodi.
Během putování vesmírem se pak v Rimmerově (posmrtném) životě událo několik významných událostí. Nejprve se jej pomocí fotostroje času podařilo oživit, ale o několik okamžiků později opět zahynul. Poté potkal svou životní (respektive posmrtnou) lásku, kapitánku Nirvanu Craneovou, ale osud tomu nechtěl, aby mohli být spolu. Důležitým milníkem bylo pro Rimmera také shledání s vyšší bytostí jménem Legie, která převedla jeho holografickou projekční jednotku z měkkého světla na tvrdé. To Rimmerovi umožnilo opět cítit a dotýkat se věcí, což celou dobu od své smrti nemohl. Posádku Červeného trpaslíka pak opustil poté, co se stal novým Eso Rimmerem, hrdinou vesmíru, který vždy vzešel z řad Arnoldů Rimmerů z různých dimenzí.
Arnold J. Rimmer byl obnoven spolu s celou posádkou Krytonovými nanoboty a znovu tedy jako živý člověk vystupuje v 8. sérii. Záhy se spolu s ostatními hlavními hrdiny dostává do lodního vězení, ze kterého vyváznou až v posledním díle série poté, co kapitán s částí posádky Červeného trpaslíka (vážně poškozeného chameleonským virem) opouští. Rimmer se vypravuje do zrcadlového vesmíru, aby získal protilátku na záchranu lodi, tam je vše obráceně a z Rimmera se tak na chvíli stává kapitán lodi a má vše, po čem dřív jen toužil. Po návratu ostatní své druhy nenachází (podle tvrzení prodejního automatu odešli také do zrcadlového vesmíru) a zjišťuje, že vzorec protilátky se změnil na vzorec viru. Vzápětí si pro něj přichází smrtka, kterou však (věrný svým zásadám) podle nakopne do rozkroku a uteče.
Po devíti letech (v deváté sérii) je Rimmer na Červeném trpaslíku (bez zdůvodnění v ději) opět jako hologram na tvrdé světlo pouze ve společnosti Listera, Kocoura a Krytona. Objevují, že se na lodi vyskytuje samice olihně beznaděje a po střetu s ní se ocitají v jiné realitě. Zde se vydávají na Zemi počátku 21. století, kde zjišťují, že jsou jen fiktivními postavami z TV seriálu a jejich stvořitel se je chystá brzy sprovodit ze světa. K tomu nakonec nedojde a všichni se vracejí zpět do (své) "reality".
V desáté sérii posádka Červeného trpaslíka, včetně A. Rimmera, čelí nejen tradičním útokům replikantů, ale třeba také výchovným problémům, které sám se sebou řeší David Lister, coby svůj otec a syn v jedné osobě. Do Arnolda Rimmera se zamiluje profesorka Irena, vzápětí však nešťastnou náhodou vypadne z lodi do vesmíru a Arnold tak o jedinou spřízněnou duši zase hned přichází. Rimmer se mj. také dovídá pravdu o svém otci, což mu pomáhá zbavit se mindráků a také jednou v něčem uspět.

## Tituly a medaile
Tituly:
- BDP. = bronzový diplom za plavání (v originále BSc. = Bronze Swimming certificate, zkratka totožná s titulem Bachelor of Science)
- SDP. = stříbrný diplom za plavání (v originále SSc. = Silver Swimming certificate)

Medaile:
- Tříletá služba
- Šestiletá služba
- Devítiletá služba
- Dvanáctiletá služba

## Citáty
- „Smrt? Je to jako být na dovolené s partou Němců.“[2]
- „Jistě, že vím, co je láska. Mechanismus, jejž vynalezli bankéři, aby nás donutili přečerpat účet.“[3]
- „Od zvířat se lišíme tím, že nepoužíváme jazyk k čištění genitálií.“[3]
- „Nikdy si nezahrávej s ničím, co má víc zubů než celá Addamsova rodina.“[4]
- „Lepší mrtvý než magor!“[5]
- „Pamatuj: Jenom sympaťáci umírají mladí!“ (v originále: "Remember, only the good die young!") [6]

## Zajímavosti
1. série
- Na Červeném trpaslíku měl nižší hodnost než všichni servisní roboti.
- Za celý svůj život si nikdy nepřejel růží po tváři ani nepochoval rozesmáté dítě.
- Jeho otec zemřel dvakrát. Nejprve spáchal nešťastnou sebevraždu a podruhé skonal tiše ve spánku ve svém džípu.
- Jeho příjmení se rýmuje se slovem „póvl“.
- Má víc zubů než mozkových buněk.
- Věší si trenýrky na ramínka.
- Objevil druh mimozemských živočichů, které pojmenoval Quagáři (pozor, je to s dlouhým á). Po prozkoumání kompletně dochovaných ostatků jejich válečníka dospěl k závěru, že vypadali asi jako grilované kuře.
- Když chce být zajímavý, vymýšlí si vlastní vesmírný žargon.
- Má videokazetu, na které je natočena jeho smrt. Je však určena jen pro jeho osobní potěšení.
- Jeho poslední slova před první smrtí byla: „Polévka gazpacho!“
- Whisky má rád čistou – s ledem, citrónovou šťávou a třešničkou.
- Nestal se admirálem, protože nevěděl, že se polévka gazpacho podává studená.

2. série
- Považuje se za vesmírného dobrodruha.
- Před setkáním s ženskou posádkou lodi Nova 5 si dal do trenýrek srolované ponožky.
- Dokáže uvařit knedlíky, se kterými se dá hrát fotbal.
- Otec jej a jeho bratry od dětství natahoval na skřipci, aby splňovali výškové předpisy Vesmírného sboru. Jeho bratr Frank dokonce měřil v 11 letech 190 cm.
- V mládí dostával jídlo jen za správné zodpovězení otázek z astronavigace. Kvůli tomu také málem umřel hlady.
- Ve čtrnácti letech dal své rodiče k soudu a rozvedl se s nimi.
- Jeho nejoblíbenější fašistický diktátor v historii je Napoleon Bonaparte.
- Má fiktivní sestru Alison, které prý všichni říkají Arnie.
- Jeho nejhorší noční můra je tarantule v kalhotách.
- Tancuje hůř než člověk zasažený proudem.
- Na Červeném trpaslíku jím pohrdali všichni krom lodního papouška. A to jen proto, že žádného neměli.
- Jeho milování s Yvonne McGruderovou, přebornicí lodi v boxu, trvalo přesně 12 minut. A to včetně doby, co jedli pizzu.
- Je asi jediný na světě, kdo si koupí oříškovou čokoládu bez jediného oříšku.
- Nebere rozkazy od slepic.
- Když usiluje o přízeň opačného pohlaví, spoléhá se především na rady z knih „Jak balit holky pomocí hypnózy“ a „Tisíc a jedna vtipná průpovídka“.

3. série
- Ve svém dřívějším životě byl na dvoře Alexandra Velikého eunuchem.
- Ve společnosti velkého počtu žen má nutkání vykoupat je všechny v teplém olivovém oleji.
- Ve dvanácti letech přišel o boty s kompasem a zvířecími stopami na podrážkách. Plakal několik týdnů, byly mu vším.
- Když se mu nehodí nějaká direktiva Vesmírného sboru, vymýšlí si vlastní Rimmerovu direktivu, která ji přebije.
- Odebírá měsíčník „Fašističtí diktátoři“.
- V dětství spával s boxerskými rukavicemi.
- Jeho poslední slova před druhou smrtí byla: „Jsem živý!“
- Kdysi dělal na Lince důvěry, ale vydržel tam jen jedno dopoledne. Zavolalo mu celkem pět lidí a všichni spáchali sebevraždu. A to si jeden z nich spletl číslo, volal si jenom o výsledky kriketu.
- Jeho rodiče byli Vířiví adventisté sedmého dne, a tak každou neděli vířili.
- Vlastnil lahvičku s hleny amerického generála George Pattona, než ji věnoval Krytonovi jako dárek na rozloučenou.
- Prvního „francouzáka“ mu dal strýček Frank, když si v noci spletl Rimmerův pokoj s pokojem jeho tety.

4. série
- Má sbírku fotografií telegrafních sloupů 20. století.
- V mládí si zavedl záznamník svých her v kostky, aby si pak mohl nad sklenkou brandy přehrávat své okamžiky slávy.

5. série
- Jeho milování je jako japonské jídlo – malé porce, ale mnoho chodů.
- Považuje se za „neoblomného, tvrdého astromariňáka, se kterým si není radno zahrávat“.
- Jestli něco nesnáší, tak to jsou blázni.

6. série
- Je alergický na rány po hlavě.
- Umí mluvit kovbojsky.
- Trvalo mu rok, než se naučil zatloukat stanové kolíky.
- Nesnáší krev. S výjimkou Listerovy.

7. série
- Jeho mozek je rychlejší než děcko po prvním kari.
- Vlastní nafukovací pannu jménem Rachel.
- Svoje kopyta na boty pojmenoval podle dnů, kdy je používal: Pondělokopyto, Úterokopyto, Středokopyto atd.
- Na záchodě si vždycky utrhl jen 3 kusy toaleťáku: šup nahoru, šup dolů a vyleštit.

8. série
- Dle svých slov kdysi velel školním mažoretkám.
- Jeho otec na něj nikdy nebyl hrdý. Nejspíš proto také tvrdil, že má alibi pro své spermie na noc početí.
- Je na něj spoleh asi jako na odhad v opravně aut.
- Málem zemřel i potřetí, ale nakonec se dokázal Smrti ubránit, a to způsobem, jaký do té doby nezažila.

## Řekli o Rimmerovi
Záznamy kapitána Hollistera:
„Důstojníci mají takové rčení: Má-li nějaká práce smysl, má smysl udělat ji dobře. Nemá-li smysl, dejte ji Rimmerovi. Touží po povýšení, ale neustále propadá u důstojnických zkoušek. Přehnaně horlivý, zřejmě blázen. Pravděpodobně má víc zubů než mozkových buněk. Vyhlídky na povýšení: komické.“
Krytonova řeč na obhajobu obžalovaného Rimmera:
„Na lodi zastával funkci malé či nulové důležitosti. Byl řadový letecký mechanik, nula, nicka, chrchel plovoucí v toaletní míse života. Nicméně se nedokázal smířit s životem věčného outsidera. Jeho trapně naduté ego by to nedovolilo. Je jako strážný u hlavní brány, který sám sebe považuje za hlavu společnosti. Takže když nukleární nehoda vyhladila posádku, Arnold Rimmer přijal vinu. Byla to jeho loď: tudíž jeho chyba. Slavný soude! Vidíte tady muže. Muže, který skládal a propadl u důstojnických astronavigačních zkoušek nejméně třicetkrát. Tento nešťastník, tento hlupáček, tato parodie na muže…“ (přerušen Rimmerovou námitkou)
„A nyní položím jednu klíčovou otázku: Připustil by Vesmírný sbor, aby tento muž získal pravomoci, při nichž by mohl ohrozit celou posádku? Člověk tak bezvýznamný a omezený, který je schopen po večerech našívat jmenovky na svoje kondomy z lodních přídělů. Člověk tak strašlivě hloupý, že má námitky i proti svému obhájci. A také strašně se naparující prcek. Neschopný opravář automatů s napoleonským komplexem, který vzbuzuje u členů posádky tolik úcty jako papoušek Dlouhého Johna Silvera. Kdo by dovolil tomu muži, této karikatuře muže, jež by nepřelstila ani čajový pytlík, aby získala postavení, z něhož by mohla ohrozit posádku? Kdo? Jedině tak jogurt. Tento muž není vinen úkladnou vraždou. Je vinen jedině tím, že je Arnold J. Rimmer. To je jeho zločin a zároveň i jeho trest.“

## Eso Rimmer
V dílech Jiná dimenze a Nachystejte květináče vystupuje i jeho alternativní já z jiné paralelní dimenze, které je pravým opakem jeho charakterových vlastností - Eso Rimmer. Je charismatický, přátelský, usměvavý, postrádá chorobnou ctižádostivost svého protějšku a lidé k němu vzhlížejí jako k přirozené autoritě. I přesto je to ale právě Rimmer z Červeného trpaslíka, kdo po Esově smrti převezme jeho roli vesmírného hrdiny.